# 史蒂夫·奥尔森
史蒂夫·奥尔森（丹麥語：Steve Olesen，1993年12月22日—），丹麥男子羽毛球運動員。

## 簡歷
2016年5月，史蒂夫·奥尔森出戰希臘公開賽，與瑞典的菲利普·迈克尔·杜瓦尔·迈伦合作贏得男子雙打比賽亞軍。

## 主要比賽成績
只列出曾進入準決賽的國際賽事成績：
| 年份   | 賽事                   | 公開賽級別 | 項目     | 拍檔                      | 成績   |
| ------ | ---------------------- | ---------- | -------- | ------------------------- | ------ |
| 2014年 | 匈牙利羽毛球國際賽     | 國際系列賽 | 男子雙打 | 菲利普·迈克尔·杜瓦尔·迈伦 | 準決賽 |
| 2016年 | 希臘羽毛球公開賽       | 國際系列賽 | 男子雙打 | 菲利普·迈克尔·杜瓦尔·迈伦 | 亞軍   |
| 2016年 | 斯洛文尼亞羽毛球國際賽 | 國際系列賽 | 混合雙打 | 萨拉·伦高                 | 亞軍   |
| 2017年 | 葡萄牙羽毛球國際賽     | 國際系列賽 | 男子雙打 | 马蒂亚斯·韦伯·埃斯特鲁普  | 亞軍   |
| 2017年 | 匈牙利羽毛球國際賽     | 國際系列賽 | 男子雙打 | 马蒂亚斯·韦伯·埃斯特鲁普  | 準決賽 |
| 2017年 | 挪威羽毛球國際賽       | 國際系列賽 | 男子雙打 | 马蒂亚斯·韦伯·埃斯特鲁普  | 準決賽 |
| 2019年 | 挪威羽毛球國際賽       | 國際系列賽 | 男子雙打 | 安德烈亞斯·桑德高         | 亞軍   |

| 2007-2017年 | 首要超級賽 | 超級賽 | 黃金大獎賽 | 大獎賽 | 國際挑戰賽 | 國際系列賽 | 未來系列賽 | 其他 |

| 2018-2026年 | 總決賽 | 超級1000賽 | 超級750賽 | 超級500賽 | 超級300賽 | 超級100賽 | 國際挑戰賽 | 國際系列賽 | 未來系列賽 | 其他 |